# Entomoderus variabilis
Entomoderus variabilis é uma espécie de insetos coleópteros polífagos pertencente à família Curculionidae.
A autoridade científica da espécie é Ch. Brisout, tendo sido descrita no ano de 1866.
Trata-se de uma espécie presente no território português.